# Miguel Torra
Miguel Torra Monzó, né le 22 août 1925 à Barcelone (Catalogne, Espagne), est un footballeur espagnol qui jouait au poste de défenseur.

## Biographie
Miguel Torra joue au football dans les années 1940 et 1950. Il joue au FC Barcelone entre 1946 et 1952. Il débute en championnat d'Espagne lors d'un match face au Valence CF (victoire 2 à 1 du Barça).
Avec Barcelone, il ne joue que huit matchs (marquant un but) mais il remporte trois championnats d'Espagne, deux Coupes d'Espagne, une Coupe Eva Duarte et deux Coupes Latine.

## Palmarès
Avec le FC Barcelone :
- Champion d'Espagne en 1948, 1949 et 1952
- Vainqueur de la Coupe d'Espagne en 1951 et 1952
- Vainqueur de la Coupe Eva Duarte en 1948
- Vainqueur de la Coupe Latine en 1949 et 1952